# 薩馬基·沃克
薩瑪基·尤馬·沃克（英語：Samaki Ijuma Walker，1976年2月25日—），美国NBA联盟职业篮球运动员。他在1996年的NBA选秀中第1轮第9顺位被達拉斯小牛选中。其名字源自斯瓦希里語，“ Samaki”表示“魚”，“ ljuma”表示“美麗的河流”。